# Billboard 200

Logo notowania „Billboardu”

Billboard 200 – zestawienie, przedstawiające 200 najlepiej sprzedających się albumów muzycznych w Stanach Zjednoczonych. Lista publikowana jest każdego tygodnia w czasopiśmie branżowym „Billboard” i zazwyczaj stanowi wyznacznik popularności poszczególnych wykonawców w oparciu o pozycje, na których się aktualnie znajdują. Zestawienie na zlecenie magazynu od 1991 przygotowuje Nielsen SoundScan.
Od 24 listopada 2014 roku zestawienie Billboard 200 uwzględnia obok sprzedaży fizycznej i cyfrowej albumów SEA (Stream Equivalent Albums) oraz TEA (Track Equivalent Albums). Stosowany jest przy tym przelicznik:
- 1500 odtworzeń on-demand (m.in. Spotify, Rdio, Google Play) z danego albumu odpowiada zakupowi 1 albumu.
- 10 zakupionych utworów w formacie digital z danego albumu odpowiada zakupowi 1 albumu.

Od tego momentu zestawienie oparte wyłącznie na sprzedaży publikowane jest pod nazwą Top Album Sales.

## Rekordy artystów
W nawiasach podana liczbę tygodni.
| - The Rolling Stones (36) - Frank Sinatra (33) - The Beatles (30) - Barbra Streisand (30) - Elvis Presley (27) | - The Beatles (19) - Jay-Z (12) - Elvis Presley (10) - Bruce Springsteen (9) - The Rolling Stones (9) - Barbra Streisand (9) | - The Beatles (132) - Elvis Presley (67) - Garth Brooks (51) - Michael Jackson (51) - Taylor Swift (48) - Whitney Houston (46) - The Kingston Trio (46) |

## Rekordy albumów
| - (54 tygodnie) West Side Story – soundtrack (1961–1962) - (37 tygodni) Thriller – Michael Jackson (1983–1984) - (31 tygodni) Calypso – Harry Belafonte (1956) - (31 tygodni) South Pacific – Soundtrack (1958) - (31 tygodni) Rumours – Fleetwood Mac (1977) - (24 tygodnie) Saturday Night Fever – Bee Gees (Soundtrack) (1978) - (24 tygodnie) Purple Rain – Prince and The Revolution (1984) - (24 tygodnie) 21 – Adele (2011–2012) - (21 tygodni) Please Hammer Don't Hurt 'Em – MC Hammer (1990) - (20 tygodni) The Bodyguard – Soundtrack (1992) - (20 tygodni) Blue Hawaii – Elvis Presley (1961) - (153 tygodnie) Music for Lovers Only – Jackie Gleason (1953) - (130 tygodni) Glenn Miller – Glenn Miller & His Orchestra - (84 tygodnie) Peter, Paul and Mary – Peter, Paul and Mary (1962) - (84 tygodnie) Born in the U.S.A. – Bruce Springsteen (1984) - (78 tygodni) Thriller – Michael Jackson (1982) - (78 tygodni) Hysteria – Def Leppard (1987) - (77 tygodni) The Student Prince – Mario Lanza (1954) - (72 tygodnie) Merry Christmas – Bing Crosby (1955) - (72 tygodnie) Jagged Little Pill – Alanis Morissette (1995) - (64 tygodnie) Forever Your Girl – Paula Abdul (1988) - (937 tygodni) The Dark Side of the Moon – Pink Floyd - (527 tygodni) Legend – Bob Marley & The Wailers - (517 tygodni) Journey's Greatest Hits – Journey - (490 tygodni) Johnny's Greatest Hits – Johnny Mathis - (488 tygodni) Metallica – Metallica - (480 tygodni) My Fair Lady – Obsada - (440 tygodni) Greatest Hits – Guns N' Roses - (399 tygodni) Nevermind – Nirvana - (398 tygodni) Curtain Call: The Hits – Eminem - (380 tygodni) Doo-Wops & Hooligans – Bruno Mars - (373 tygodnie) 21 – Adele - (372 tygodnie) Chronicle The 20 Greatest Hits – Creedence Clearwater Revival Featuring John Fogerty - (354 tygodni) The Eminem Show – Eminem - (333 tygodni) Thriller – Michael Jackson - (331 tygodni) Highlights from the Phantom of the Opera – Obsada - (322 tygodnie) 1 – The Beatles - (318 tygodni) Tapestry – Carole King - (313 tygodni) Back In Black – AC/DC - (312 tygodni) Recovery – Eminem - (392 tygodni) Born to Die – Lana Del Rey | - (176-1) Life After Death – The Notorious B.I.G. (12 kwietnia 1997) - (173-1) Vitalogy – Pearl Jam (24 grudnia 1994) - (156-1) In Rainbows – Radiohead (19 stycznia 2008) - (137-1) Ghetto D – Master P (20 września 1997) - (122-1) More Of The Monkees – The Monkees (11 lutego 1967) - (112-1) MP Da Last Don – Master P (20 czerwca 1998) - (98-1) Beatles '65 – The Beatles (9 stycznia 1965) - (97-1) My Life Would Suck Without You – Kelly Clarkson (13 stycznia 2009) - (61-1) Help! – The Beatles (11 września 1965) - (60-1) Rubber Soul – The Beatles (8 stycznia 1966) - (53-1) Ballad of the Green Berets – SSgt. Barry Sadler (12 marca 1966) - (1-37) Light Grenades – Incubus - (1-26) Mission Bell – Amos Lee - (1-25) Showroom of Compassion – Cake - (1-24) Christmas – Michael Bublé - (1-24) Blue Slide Park – Mac Miller - (1-22) Burning Lights – Chris Tomlin - (1-21) The Golden Age of Grotesque – Marilyn Manson - (1-19) The Circle – Bon Jovi - (1-19) 1000 Forms of Fear – Sia - (1-19) Drones – Muse - (1-18) The Inspiration – Young Jeezy - (1-17) Handwritten – Shawn Mendes - (1-16) The Fragile – Nine Inch Nails - (1-15) Greatest Hits – The Notorious B.I.G. - (1-15) …Like Clockwork – Queens of the Stone Age - (1-14) Born Again – The Notorious B.I.G. - (1-13) Faceless – Godsmack - (1-13) Loyal to the Game – 2Pac - (1-13) Doctor’s Advocate – The Game - (1-13) Battle Studies – John Mayer |